# Straße von Romang
Die Straße von Romang ist eine Meerenge zwischen den Barat-Daya-Inseln. Sie trennt die Insel Wetar im Westen von der Insel Romang im Osten. An ihrem Südende liegt die Insel Kisar, westlich davon die Straße von Wetar und nördlich die Bandasee. Vor der Küste von Romang liegt am Nordostende der Straße die kleine Insel Njata.